# Syrian Scientific Technical Amateur Radio Society
Die Syrian Scientific Technical Amateur Radio Society (SSTARS), deutsch „Syrischer wissenschaftlich-technischer Amateurfunkverband“, ist die nationale Vereinigung der Funkamateure in Syrien.

## Geschichte
Im Jahr 1947 gründete eine Gruppe von Funkamateuren das Technical Institute of Radio (TIR), deutsch „Technisches Funkinstitut“, Vorläufer der heutigen SSTARS, und verwendete fortan das von der Internationalen Fernmeldeunion ITU (International Telecommunication Union) zugewiesene Präfix YK für die Amateurfunkrufzeichen im Lande.
Erster Präsident des TIR war Rashid Jalal, YK1AA, der bis 1983 im Amt war und bis zu seinem Tod im April 1991 ein aktiver Funkamateur blieb. Die Clubstation des TIR wurde nach ihm benannt und verwendet ihm zu Ehren das Rufzeichen YKØRJ mit seinen Initialen als Suffix. Als sein Nachfolger wurde 1983 Omar Shabsigh, YK1AO, zum neuen Präsidenten des TIR gewählt.
Im Jahr 2005 wurde das TIR unter dem heutigen Namen als Syrian Scientific Technical Amateur Radio Society (SSTARS) neu eingetragen. Der Verband ist Mitglied in der International Amateur Radio Union (IARU Region 1), der internationalen Vereinigung von Amateurfunkverbänden, und vertritt dort die Interessen der Funkamateure des Landes.